# Karin Proia
Karin Proia (* 14. März 1974 in Latina) ist eine italienische Schauspielerin und Regisseurin.

## Leben und Karriere
Karin Proia wurde 1974 im 60 km südlich von Rom gelegenen Latina in der Region Latium geboren. Aufgewachsen ist sie im ebenfalls in Latium gelegenen Borgo Podgora. Sie studierte Musik am Konservatorium Licinio Refice in Frosinone mit Schwerpunkt Piano. In Velletri belegte sie am Istituto Statale d’Arte Juana Romani eine künstlerische Ausbildung in Keramik.
Ihr Interesse für Regiearbeiten und Schauspielerei ließ Karin Proia Kurse am Centro Sperimentale di Cinematografia und an der Universität La Sapienza belegen. 2006 bildete sie sich in einem Kurs für Filmschnitt fort.
Als Theaterschauspielerin debütierte Karin Proia 1995 in der Tragödie Blick von der Brücke von Arthur Miller. In einer vier Jahre später für das Fernsehen verfilmten Adaption des Stücks wirkte sie ebenfalls mit. Sie spielt überwiegend in italienischen Fernsehproduktionen mit. Im deutschsprachigen Raum machte sie sich durch ihre Rollen der Maria in Die Kreuzritter – The Crusaders aus dem Jahr 2001 und der Gina in der deutsch-italienischen Koproduktion Lebe lieber italienisch! von 2014 einen Namen.
Als Regisseurin drehte sie 2008 den Kurzfilm Farfallina, für den sie auch das Drehbuch verfasste. 2013 führte sie im Bühnenstück Palco a due piazze Regie.
Karin Proia ist seit 2002 mit dem Schauspielerkollegen Raffaele Buranelli verheiratet, mit dem sie eine Tochter hat.

## Filmografie (Auswahl)
- 1997: Uno sguardo dal ponte (Fernsehfilm)
- 1998: Lui e lei (Fernseh-Miniserie)
- 1999: La vita che verrà (Fernseh-Miniserie)
- 2000: Der Held aus Apulien (Vola Sciusciù, Fernsehfilm)
- 2001: Die Kreuzritter – The Crusaders (Crociati, Fernsehfilm)
- 2002: Lo zio d’America (Fernsehserie)
- 2008–2010: Boris (Fernsehserie)
- 2012: Le tre rose di Eva (Fernsehserie)
- 2012: Area Paradiso (Fernsehfilm)
- 2013: Ombrelloni (Fernsehserie)
- 2014: Lebe lieber italienisch! (La mia bella famiglia italiana, Fernsehfilm)